# Colonial colleges
Per colonial colleges si intendono nove college degli Stati Uniti d'America fondati prima dell'indipendenza degli Stati Uniti, dichiarata nel 1776. Sette di essi ora fanno parte della Ivy League e sono tutte università private (Università Brown, Columbia University, Dartmouth College, Harvard, Princeton, Università della Pennsylvania, Yale). Due degli originali nove college coloniali si sono trasformati negli anni in università pubbliche e pur avendo un grande prestigio internazionale non fanno parte della Ivy League; essi sono il College di William e Mary e la Rutgers University. 
L'Università Cornell è l'ottavo e ultimo membro della Ivy League, ma non è mai stata uno dei nove college coloniali, perché essa è stata fondata molto tempo dopo, solo nel 1865.

## Elenco dei novecolonial collegesper anno di fondazione con il nome attuale
- New College, 1636 (Harvard University)
- The College of William & Mary, 1693 (nome non mutato)
- Collegiate School, 1701 (Yale University)
- Academy of Philadelphia, 1740 (University of Pennsylvania)
- College of New Jersey, 1746 (Princeton University)
- King's College, 1754 (Columbia University)
- College in the English Colony of Rhode Island & Providence Plantations, 1764 (Brown University)
- Queen's College, 1766 (Rutgers University)
- Dartmouth College, 1769 (nome non mutato)